# Fábrica Nacional de Vagões
A Fábrica Nacional de Vagões foi uma indústria ferroviária, sendo a primeira fabricante de vagões do Brasil, criada em 22 de outubro de 1943. Em 1990, foi adquirida pela Iochpe-Maxion.

## História
Com a Segunda Guerra Mundial, a importação de peças e insumos para as ferrovias do Brasil tornou-se difícil. Com isso, os Estados Unidos incentivou a implantação de indústrias capazes de fabricar aqui grande parte dos equipamentos ferroviários para livrar a indústria americana para se dedicar ao esforço de guerra. Por ordem do presidente Roosevelt, o engenheiro Morris Llewellyn Cooke (1872-1960) foi enviado ao Brasil em 1942 com o objetivo de fomentar a industrialização do Brasil com auxílio técnico dos Estados Unidos.
Com isso, o empresariado paulista se dividiu inicialmente em duas frentes: um grupo, liderado por Gastão Vidigal formou a Cobrasma em São Paulo e outro formado por Roberto Simonsen fundou a Fábrica Nacional de Vagões (FNV) no Rio de Janeiro. Posteriormente, no ano seguinte, surgiu um terceiro grupo em São Paulo liderado por Lauro Parente para formar a Mafersa. Diferente da Cobrasma, que recebeu discreto apoio estatal (através da compra de 0,5% de suas ações pelo estado de São Paulo por meio da Estrada de Ferro Sorocabana), a FNV recebeu áreas da Estrada de Ferro Central do Brasil em Marechal Hermes para implantar suas oficinas. Com o crescimento da produção, a fábrica foi transferida em 1946 para Cruzeiro (São Paulo), onde a FNV arrendou as oficinas da Rede Sul Mineira, empresa estatizada. Em 1945 uma carta anônima enviada para o Diário de Notícias denunciou um direcionamento de contratos de equipamentos ferroviários por parte do governo para as empresas FNV, IRFA e Santa Matilde, além de superfaturamento nos preços dos mesmos. Apesar das denúncias, nenhuma providência foi tomada.
Após formada, recebeu do governo Vargas uma encomenda de construção de 1400 vagões de madeira para a Estrada de Ferro Central do Brasil.

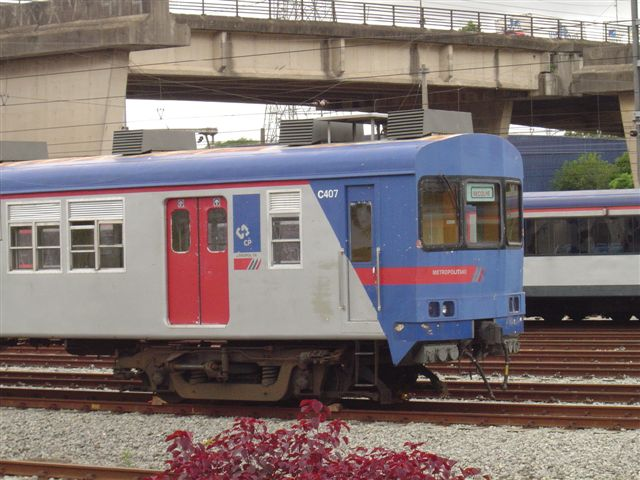
A FNV também chegou à fabricar TUE's) e carros de passageiros nos anos 60. Esse trem foi construído pela FNV em conjunto com a Cobrasma e a Santa Matilde em 1962.